# Шикшин, Валерий Дмитриевич
Шикшин Валерий Дмитриевич (22 июля 1948, Казань — 18 февраля 2020, там же) — заслуженный тренер России по игре го (приказ Госкомспорта РФ № 26-В от 20 декабря 2001), воспитавший несколько десятков сильных спортсменов. Считается одним из лучших тренеров по го в Европе, так как его ученики многократно становились чемпионами России и Европы во всех категориях, а также призёрами чемпионатов мира. Имеет награду «Отличник физической культуры и спорта РТ». .

## Биография
Начал играть в го в 1976 году после публикаций серии статей о го в журнале «Наука и жизнь». В 1978 году получил 1 дан, в 1983-м — 4 дан. Имел звание мастера спорта по игре го. С 1983 года работал тренером в Казанском клубе любителей го по совместительству.
С 1990 года Валерий Дмитриевич начал работать тренером в Казанской ДЮШШОР им. Р. Г. Нежметдинова на постоянной основе, и сразу же к нему попали талантливые ребята, которые впоследствии стали чемпионами.
У Валерия Дмитриевича трое детей: Светлана, Татьяна и Илья. Татьяна го не занимается, работает в медицине.
Самые известные из его учеников — это заслуженные мастера спорта Шикшины Светлана (3 про дан) и Илья (3 про дан), Александр Динерштейн (3 про дан), а также гроссмейстер Андрей Кульков (6 дан), мастера спорта Александр Вашуров, Степан Попов, Игорь Немлий, Артем и Тимур Дугины, Дмитрий Милюткин, все 5 даны.

В последнее время продолжал работать тренером по игре го в Казанской ДЮШШОР им. Р. Г. Нежметдинова.
Помимо тренерской работы, Валерий написал серию из 4 книг по го «Теория и практика». В 2013 году они были переведены на английский язык его дочерью Шикшиной Светланой и напечатаны издательством «Хиноки Пресс».
В 2015 году был избран главным тренером сборной России по го.